# اچ‌دی ۶۳۴۵۴
اچ‌دی ۶۳۴۵۴ یک ستاره است که در صورت فلکی آفتاب‌پرست قرار دارد.